# 劉鑾鴻
劉鑾鴻（英語：Thomas Lau Luen-hung，1954年—），綽號「細劉」，籍貫廣東潮州潮安县，香港出生，利福國際董事總經理丶上海市政協委員，華人置業董事會主席劉鑾雄的胞弟，少东家刘鸣炜的叔叔。劉鑾鴻在1967年畢業於慈幼學校（同屆校友尚有電視劇監製伍潤泉）。